# 蒙莱瑟尔
蒙莱瑟尔（法語：Mont-lès-Seurre，法語發音：[mɔ̃ lɛ sœʁ]，意为“瑟尔附近的蒙”）是法国索恩-卢瓦尔省的一个市镇，属于索恩河畔沙隆区。

## 地理
蒙莱瑟尔（46°56'52"N, 5°7'19"E）面积6.43 平方千米，位于法国勃艮第-弗朗什-孔泰大區索恩-卢瓦尔省，该省份为法国中部省份，北起顺时针与科多尔省、汝拉省、安省、罗讷省、卢瓦尔省、阿列省和涅夫勒省接壤。
与蒙莱瑟尔接壤的市镇（或旧市镇、城区）包括：特吕尼、希夫尔、沙尔奈莱沙隆、纳维利、蓬图、克吕-维勒讷沃。
蒙莱瑟尔的时区为UTC+01:00、UTC+02:00（夏令时）。

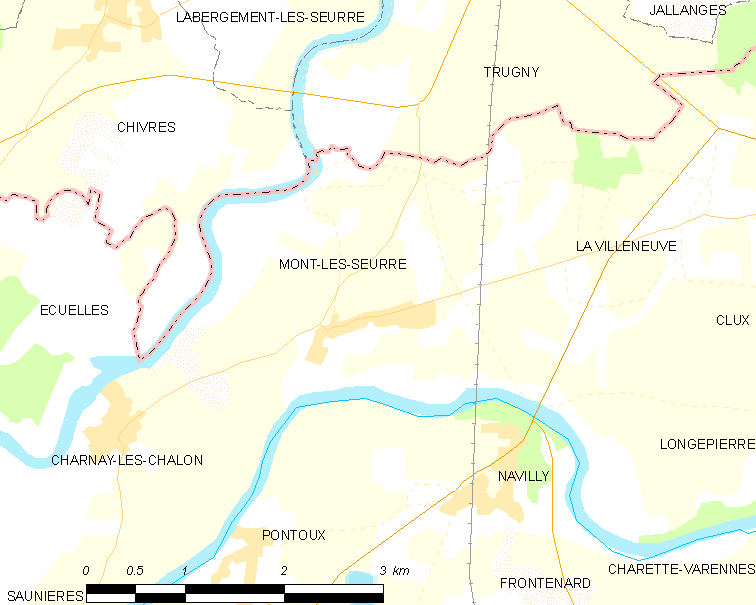
蒙莱瑟尔的OSM定位图

## 行政
蒙莱瑟尔的邮政编码为71270，INSEE市镇编码为71315。

## 政治
蒙莱瑟尔所属的省级选区为热尔日县。

## 人口

1962-2008年间蒙莱瑟尔人口变化图示

蒙莱瑟尔于2022年1月1日时的人口数量为188人。